# Brillangoer
De brillangoer (Trachypithecus obscurus) van Thailand en Birma is een blauwgrijze aap met witte ringen rond de ogen en witte of vleeskleurige lippen uit de groep van de bladetende apen, de langoeren uit Zuidoost-Azië.

## Beschrijving
De brillangoer is een slank soort aap met een lange staart. De lengte van de kop en romp is 42 tot 61 centimeter, de staart is 50 tot 75 cm lang. het mannetje weegt gemiddeld 7,5 kg, het vrouwtje 6,5 kg. De kleur van de vacht varieert sterk tussen bruin , grijs en bijna zwart. Jonge brillangoeren hebben een oranje vacht. De buik, achterpoten en de staart van volwassen dieren zijn meestal lichter van kleur, de handen en de voeten zijn donkergrijs. De vacht op de kop is donkergrijs met rondom de ogen een brede bleekwitte kring die lijkt op een bril, waaraan deze langoer zijn naam ontleend. Ook rond de mond is de vacht erg licht en op de kop zit een voor dit geslacht typerende haarlok.

## Verspreiding en leefgebied
De brillangoer komt voor in het noorden van het schiereiland Malakka, op de eilandengroep Langkawi, in het zuiden van Myanmar en in het zuidwesten van Thailand.
Het leefgebied van de brillangoer is dicht regenwoud, maar de aap kan zich aanpassen in ouder, secondair bos en wordt zelfs waargenomen in parken en stedelijk gebied. Het is een aap die overdag actief is in de boomkronen en daar voornamelijk bladeren eet, maar ook vruchten en bloemen. Het spijsverteringsstelsel van de brillangoer is aangepast aan het eten van onrijpe vruchten en het afbreken van gifstoffen die in de bladeren en onrijp fruit zitten. Dit gebeurt door een bepaalde samenstelling van de bacteriën in de maag en darmen (zoals ook bij herkauwers).
De  brillangoer heeft een betrekkelijk groot verspreidingsgebied en daardoor is de kans op uitsterven niet zo groot. De dichtheid van de populaties in bepaalde gebieden is geschat op  25 tot 100 individuen per vierkante kilometer. Grootste bedreigingen vormen de jacht op het dier en de ontbossingen waarbij oerwoud plaats maakt voor oliepalmplantages en verstedelijking. Het tempo van deze achteruitgang ligt boven de 30% in tien jaar (meer dan 3,5% per jaar). Om deze redenen staat deze langoer als gevoelig (voor uitsterven) op de Rode Lijst van de IUCN.

## In gevangenschap
In Burgers' Zoo (Arnhem) is de brillangoer vertegenwoordigd en de dierentuin is stamboekhouder van deze soort. In Europa zijn maar drie andere dierentuinen met brillangoeren. Deze apen zijn lastig te houden omdat ze hoge eisen stellen aan het dieet en zij planten zich met moeite voort. Op 23 november 2012 en 11 juni 2014 kwam in Arnhem een jong ter wereld.